# Film Booking Offices of America
Pour les articles homonymes, voir FBO.

Logo de l'entreprise

Le Film Booking Offices of America, ou FBO, était un studio de production américain pendant l'ère du cinéma muet. Cette société produisait la plupart du temps des films à petit budget. Son commerce a commencé avec Robertson-Cole, la division américaine de la compagnie anglaise d'import-export. Robertson-Cole ont initié la production de film en 1920 ; deux ans plus tard, ils se réorganisèrent sous le nom de la FBO. En 1923, le studio a contracté avec l'acteur Fred Thomson de Western, qui deviendra l'un des acteurs les plus populaires d'Hollywood.
L'entreprise, dont le siège se situait dans une petite ville américaine, produisait également des mélodrames romantiques, des films d'action, et des courts métrages de comédie. En 1928, grâce au Photophone de la RCA, la FBO devint le second studio à sortir un long métrage parlant. En octobre 1928, RCA qui avait acheté FBO à Kennedy annonce la fusion de FBO et Keith-Albee-Orpheum (KAO) ce qui marque la naissance de RKO Pictures.

## Histoire du studio

### Création et identité
La compagnie qui deviendra plus tard FBO débute comme une filiale américaine de l’entreprise britannique d’importation, d’exportation et de distribution de films Robertson-Cole Pictures. R-C Pictures arrive pour la première fois sur le marché américain de la distribution de films et installe son siège social à New York. En 1919, l’entreprise s’associe avec Exhibitors Mutual Distributing, issue du studio Mutual Film.
Le premier long-métrage produit par R-C Pictures est The Wonder Man, réalisé par John G. Adolfi et avec Georges Carpentier, sorti le 29 mai 1920. Au moment de ses débuts dans la production, Robertson-Cole s’installe dans un studio de cinq hectares et demi dans le quartier de Colegrove à Los Angeles, alors adjacent à Hollywood, mais qui y sera bientôt inclus.
En janvier 1921, Robertson-Cole absorbe Hallmark Pictures qui a acquis Exhibitors Mutual un an plus tôt. La première production officielle tournée au nouveau studio est sorti en février 1921 ; il s’agit de The Mistress of Shenstone réalisée par Henry King et avec Pauline Frederick. La même année, les dirigeants britanniques du studio commence à travailler avec Joseph P. Kennedy, père du 35e président des États-Unis John F. Kennedy. Joseph Kennedy est alors courtier dans une banque de New York, ainsi que le propriétaire de Maine–New Hampshire Theatres, une petite chaine de salles de cinéma. Bien qu’il échoue à effectuer la vente que les associés de R-C souhaitaient, l’implication de Kennedy dans le studio est loin de se terminer.

### Joseph Kennedy prend les commandes

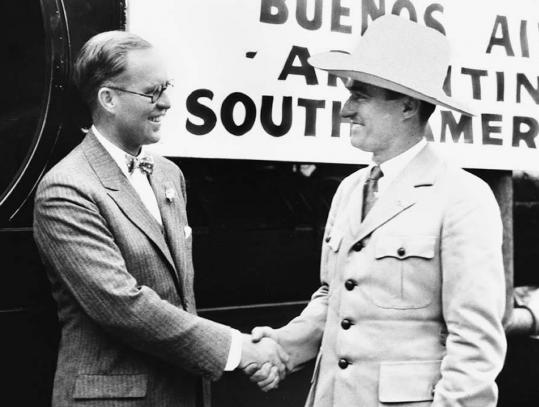
Joseph Kennedy et Tom Mix.

## Postérité

### Filmographie partielle
- 1922 : Beyond the Rainbow de Christy Cabanne
- 1926 : Going the Limit de Chester Withey
- 1926 : Mazie's Married de Ralph Ceder
- 1928 : Son of the Golden West d'Eugene Forde

## Crédit d'auteurs
- (en) Cet article est partiellement ou en totalité issu de l’article de Wikipédia en anglais intitulé « Film Booking Offices of America » (voir la liste des auteurs).